# رجیس کورپوریشن
رجیس کورپوریشن (انگلیسی: Regis Corporation) شرکت صنایع لوازم آرایشی آمریکایی است، که در سال ۱۹۲۲ تأسیس شد.